# Unai Emery
Unai Emery Etxegoien (Fuenterrabía, Guipúzcoa, 3 de noviembre de 1971) es un exfutbolista y entrenador español, que actualmente ejerce como técnico del Aston Villa Football Club de la Premier League. Como jugador, jugaba de centrocampista. Es el técnico que ha ganado la Europa League en más ocasiones, con un total de cuatro títulos y un subcampeonato.

## Biografía
Nació en 1971 en la localidad vasca de Fuenterrabía. Pertenece a una familia de guardametas. Es nieto del Pajarito Antonio Emery, mítico portero del Real Unión Club de Irún en los años 1920 y 1930, campeón en dos ocasiones de la Copa del Rey, e hijo de Juan Emery, también portero, que jugó en Real Unión de Irún, Alavés, Logroñés, Deportivo de La Coruña, Sporting de Gijón, Recreativo de Huelva, Granada y Real Jaén. Sus tíos abuelos Francisco y Román Emery Arocena ya jugaron en la Real Unión, al igual que su tío Román Emery Alza, que también jugó en Club Deportivo Logroñés y en el Club Deportivo Málaga. El 26 de mayo de 2021 se proclamó campeón de la Europa League  y se convirtió en el entrenador que más veces ha ganado esta competición.

## Trayectoria

### Como futbolista
Emery tuvo una modesta carrera como futbolista profesional. Jugó principalmente en la Segunda y en la Segunda División B, aunque llegó a debutar en la Primera División. Su puesto en el campo era el de interior izquierdo.
Empezó en las categorías inferiores de la Real Sociedad de Fútbol. Entre 1990 y 1995 jugó durante 5 temporadas en el filial de Segunda División B. No dio el salto al primer equipo hasta la temporada 1995-1996, de la mano del entrenador Salva Iriarte, en el que acabaría jugando poco, tan solo 5 partidos en Liga y 1 de Copa del Rey, saliendo siempre como sustituto, aunque llegó a marcar un gol al Albacete Balompié en Liga.
Sin lograr sitio en la Real Sociedad de Fútbol, Emery fichó por el Club Deportivo Toledo, que en ese momento jugaba en la Segunda División de España, donde jugaría entre 1996 y 2000  durante 4 temporadas. Emery fue un jugador de los habituales en el Club Deportivo Toledo durante esas 4 temporadas, llegando a disputar 126 partidos de Liga y marcar 2 goles. Cuando el equipo descendió a Segunda División B de España, al finalizar la temporada 1999-2000, Emery fichó por el Racing Club de Ferrol, que acababa de ascender a la Segunda División.
También estuvo jugando durante una temporada en el Club Deportivo Leganés, totalizando en su carrera finalmente 215 partidos en la Segunda División de España.
En 2003 fichó por el Lorca Deportiva Club de Fútbol. En noviembre de 2004, en su segunda temporada en el Lorca, el entrenador Quique Yagüe fue despedido del club tras una derrota contra la Asociación Deportiva Ceuta. El presidente del Lorca Deportiva Club de Fútbol ofreció a Emery, que llevaba varios meses lesionado en la rodilla, la posibilidad de hacerse cargo del equipo. Emery aceptó, se retiró del fútbol y cogió las riendas del equipo.

### Como entrenador
Lorca Deportiva
La temporada 2004-05 la comenzó como jugador del Lorca Deportiva CF. El Lorca Deportiva, que encadenaba una mala racha de resultados, destituyó al entrenador Quique Yagüe a finales de año. Unai Emery, que en esos momentos era jugador de la plantilla, cogió el mando en enero de 2005, transformando completamente al club y ascendiendo a 2.ª División.
La siguiente temporada (2005/06) convirtió al Lorca Deportiva en la revelación de Segunda División de España; tanto que, contra todo pronóstico, llegó hasta la última jornada con posibilidades de ascender a Primera División de España.
U. D. Almería
En la temporada 2006/07, fichó como entrenador de la UD Almería; equipo que, de la mano de Emery, cuajó también una excelente campaña y acabó ascendiendo a la Primera División de España, ocupando el segundo lugar en la tabla de clasificación.
En la temporada 2007/08 siguió su aventura con el equipo almeriense en Primera, siendo uno de los técnicos revelación y terminando en 8.º lugar con 52 puntos, lo que convirtió al UD Almería en el segundo mejor equipo recién ascendido de toda la historia de la Liga.
Valencia C. F.
El 22 de mayo de 2008, firmó con el Valencia CF por dos temporadas, siendo el técnico más joven de la historia del club. En junio de 2009, tras obtener la 6.ª posición en la Liga, participó en el IV Clínic de Entrenadores de Lanzarote junto a Josep Guardiola y José Luis Mendilibar. Posteriormente, en el verano de 2010, amplió su vinculación con la entidad por una temporada más tras clasificar al equipo che para la Liga de Campeones al terminar 3.º en la temporada 2009/10.
En la temporada 2010/2011 volvió a clasificar en tercer lugar al Valencia CF pese a las ventas de las estrellas del equipo, David Villa y David Silva, motivo por el cual renovó por una temporada más, hasta el verano de 2012.
La temporada 2011/12 empezó con la venta de otro jugador importante, Juan Mata. Tras obtener buenos resultados en la primera vuelta de la Liga, el equipo decayó en juego y resultados, recibiendo numerosas críticas por perder la ventaja de puntos conseguida con sus perseguidores y por caer eliminado en la fase de grupos de la Liga de Campeones tras ser superado por el Bayer 04 Leverkusen. A pesar de ello, el Valencia alcanzó las semifinales de la Copa del Rey y de la Europa League, obteniendo la clasificación definitiva para la Liga de Campeones en la penúltima jornada de la Liga. Fue el último partido de Unai Emery en el estadio de Mestalla como técnico del Valencia, que no se planteó la renovación del técnico y recibió una fría despedida sólo dos días antes de anunciar el club el nombre de su sustituto, Mauricio Pellegrino.
Spartak de Moscú
El 7 de mayo de 2012, Unai Emery confirmó el nombre de su nuevo equipo, el Spartak de Moscú de la Liga Premier de Rusia. Sin embargo, apenas estuvo unos meses al frente del equipo ruso, ya que fue destituido en noviembre de 2012 por los malos resultados cosechados.
Sevilla F. C.
El 14 de enero de 2013, el técnico vasco regresó a la Liga española, firmando como nuevo entrenador del Sevilla Fútbol Club hasta 2014. Aunque mejoró los registros de su predecesor, no pudo clasificar al equipo andaluz para jugar una competición europea, terminando finalmente en 9.º puesto. No obstante, los problemas económicos de algunos equipos que terminaron por delante le dieron el acceso a la Europa League al Sevilla.

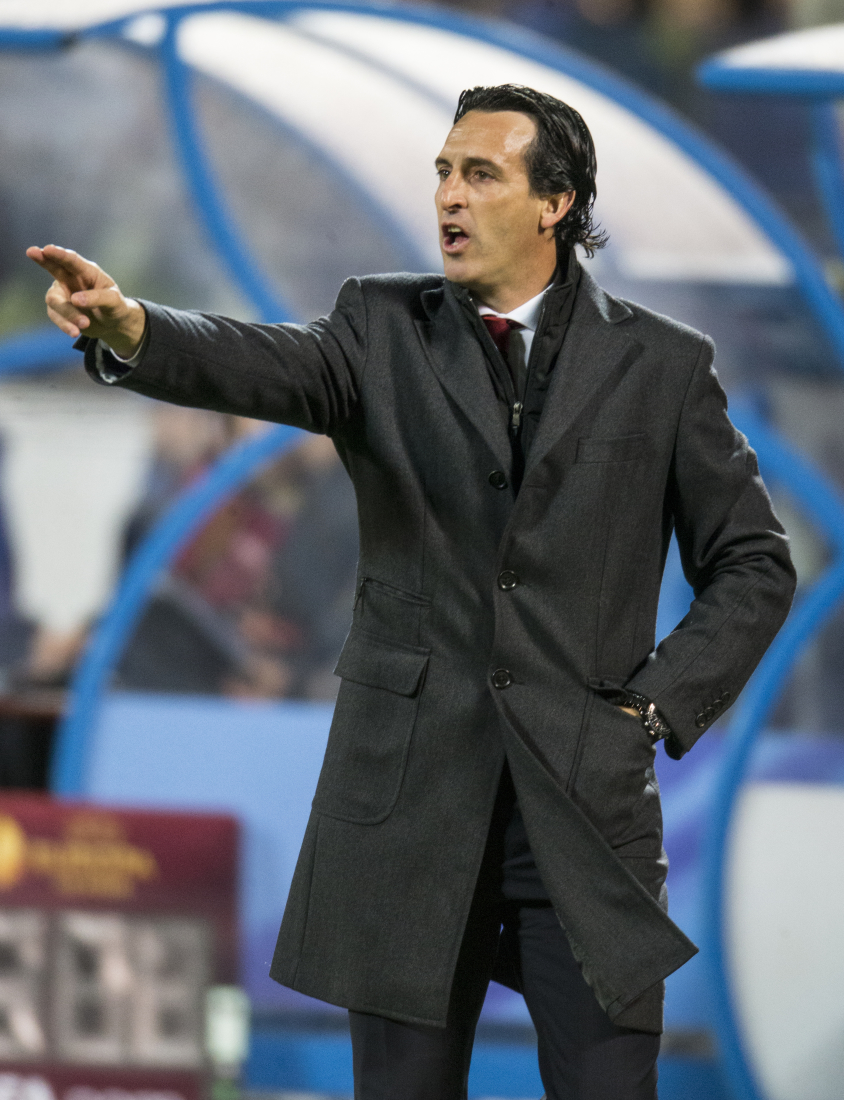
Emery con el Sevilla FC (2015)

En su segunda temporada en el banquillo del Sánchez Pizjuán (2013-14), Emery tuvo que recomponer al equipo después de los traspasos de Jesús Navas y Álvaro Negredo. El conjunto andaluz sufrió un mal comienzo que lo llevó a ocupar puestos de descenso durante dos jornadas al sumar sólo dos puntos, pero reaccionó y terminó la primera vuelta en 7.º puesto. En este curso consiguió ganar su primer título, la Liga Europa, tras vencer su Sevilla al Benfica en la tanda de penaltis, y clasificó al conjunto hispalense para la próxima edición del torneo gracias a su 5.º puesto en la Liga. Este buen papel le sirvió para renovar su contrato por dos años más.
En la temporada 2014-15, el Sevilla volvió a terminar la Liga en 5.º lugar, con 76 puntos, cifra récord del club en la liga española. Además, logró revalidar la Liga Europea al imponerse en la final por 2-3 contra el Dnipro de Ucrania. Gracias a haber revalidado este título y a la nueva normativa para esta temporada, clasificó a su equipo para la siguiente edición de la Liga de Campeones, siendo la primera vez en la historia que cinco equipos españoles toman parte de esta competición. Tras otra campaña exitosa, sonó para entrenar a equipos como el Milan o el Nápoles, pero finalmente volvió a renovar su contrato con el Sevilla. Sorpresivamente por aquellos días Emery también declaró en una rueda de prensa que le gustaría dirigir al Millonarios Fútbol Club de Colombia.
El cuarto año de Emery al mando del Sevilla arrancó con problemas, ya que el equipo andaluz no pudo ganar ninguno de los 5 primeros partidos de Liga, situándose como colista. Poco a poco lograría reaccionar y escalar hasta la zona intermedia de la clasificación tras ganar a FC Barcelona y Real Madrid, pero en cambio no pudo evitar la eliminación en la fase de grupos de la Champions, aunque al menos fue repescado para la Liga Europea. Mientras que en la Liga sólo pudo terminar como 7.º clasificado, en la segunda competición continental tuvo otro excelente desempeño que lo volvió a llevar hasta la final, en la cual superó al Liverpool por 3 a 1 y consiguió así su tercer título consecutivo, un hecho inédito que clasificó nuevamente al equipo andaluz para la Liga de Campeones. También llegó a la final de la Copa del Rey, pero perdió contra el FC Barcelona. El 12 de junio de 2016, el Sevilla anunció que Emery no iba a continuar en el club.
París Saint Germain

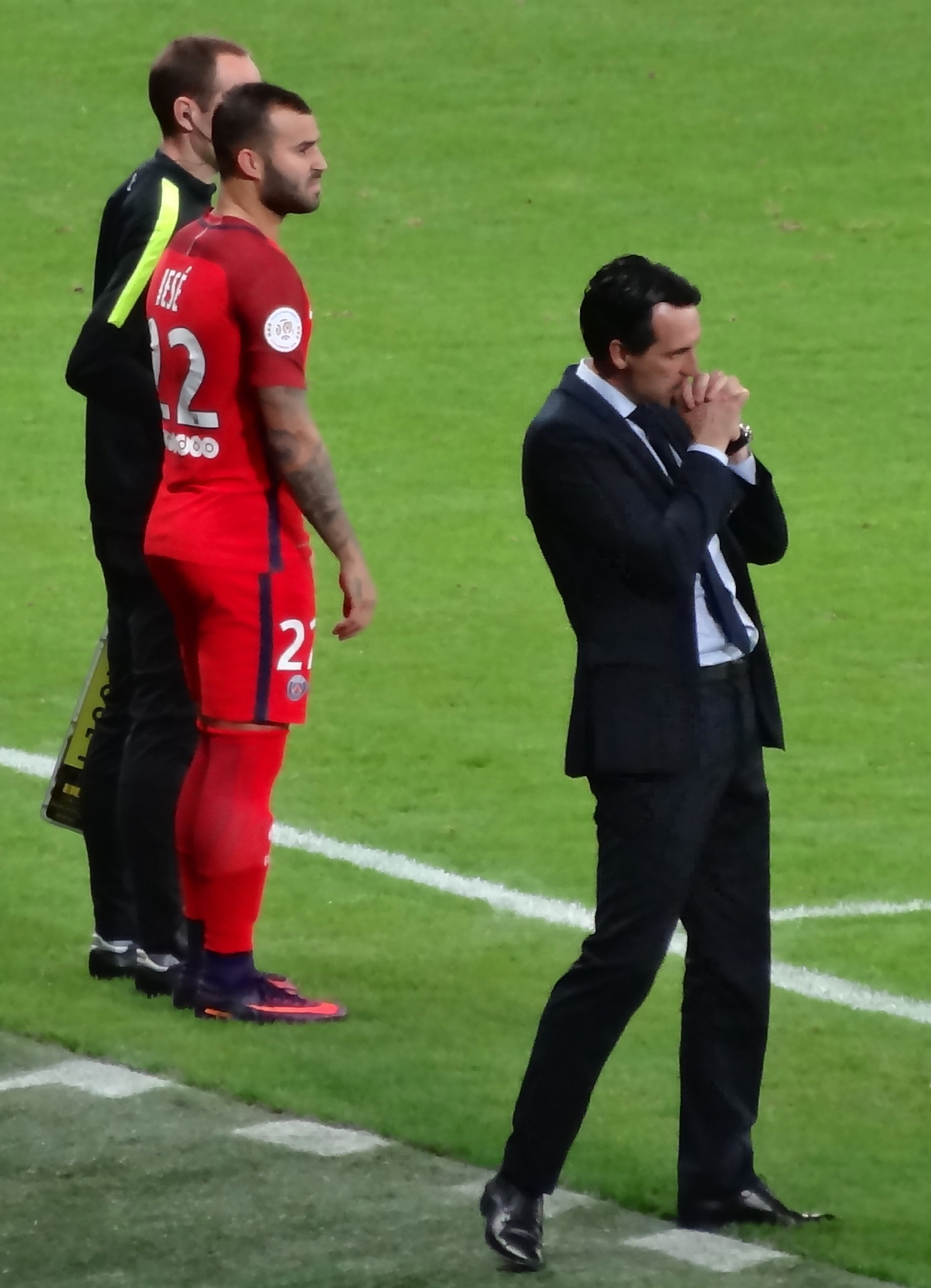
Emery con Jesé.

El 28 de junio de 2016, se hizo oficial el fichaje del técnico vasco por el París Saint-Germain. Emery firmó un contrato por 2 temporadas con una tercera opcional en función de los objetivos. En su estreno en el banquillo del PSG venció con solvencia (4-1) a uno de sus rivales directos, el Olympique de Lyon, alzándose así con la Supercopa de Francia. Por otra parte, en su debut liguero, el equipo de Unai Emery consiguió doblegar al Bastia como visitante (0-1). Sin embargo, dos derrotas en las 7 primeras jornadas de la Ligue 1 2016-17 hicieron surgir dudas respecto de la trayectoria del equipo. Tras 18 jornadas del torneo doméstico, el equipo ocupaba la 3.ª posición, con más derrotas (4) que en toda la edición anterior del campeonato (3). En la Liga de Campeones, el París Saint-Germain fue eliminado en octavos de final ante el FC Barcelona pese a ganar 4-0 en el partido de ida, ya que cayó 6-1 en la vuelta. El 1 de abril, ganó su segundo título de la temporada, la Copa de la Liga, tras golear al Mónaco por 4-1 en la final. Sin embargo, el París Saint-Germain fue subcampeón de la Ligue 1, un campeonato que ganó el Mónaco, terminando con una racha de 5 títulos seguidos del equipo parisino. El equipo de Emery cerró el curso ganando 3 títulos gracias a la victoria en la final de la Copa de Francia (1-0 contra el Angers SCO).
En su segunda temporada en el Parc des Princes, Emery llevó al París Saint-Germain, reforzado con los fichajes de Neymar y Kylian Mbappé, a firmar el mejor inicio de la historia de la Ligue 1, logrando 35 puntos en 13 jornadas. Su autoridad en el campeonato local contrastó nuevamente con sus prestaciones en la Liga de Campeones, donde a pesar de protagonizar una brillante fase de grupos, cayó otra vez en octavos de final tras perder ambos partidos contra el Real Madrid. Posteriormente, su equipo ganó nuevamente la Copa de la Liga y Emery se convirtió en el primer entrenador español campeón de la Ligue 1. El 27 de abril de 2018, Emery anunció su marcha del París Saint-Germain a final de temporada, despidiéndose del club ganando todos los títulos nacionales posibles tras conquistar la Copa de Francia.
Arsenal F. C.
El 23 de mayo de 2018, fue presentado como nuevo entrenador del Arsenal Football Club. Perdió sus 2 primeros partidos en la Premier League, pero no tardó en reaccionar y escalar hasta las primeras posiciones de la clasificación, terminando la primera vuelta del torneo como 5.º clasificado. Finalmente, terminó la temporada en 5.ª posición en la Premier League y siendo subcampeón de la Liga Europa.
El 29 de noviembre de 2019, tras un mal comienzo de temporada en el que encadenó 7 partidos seguidos sin ganar, Unai Emery fue despedido por el Arsenal, dejando al equipo londinense en 8.º puesto en la Premier League.
Villarreal C. F.
El 23 de julio de 2020, se confirmó su fichaje por el Villarreal CF para las tres próximas temporadas. Bajo su dirección, el equipo amarillo finalizó la Liga en 7.ª posición y se proclamó campeón de la Liga Europa de la UEFA por primera vez en su historia, por lo que se clasificó para la siguiente edición de la Liga de Campeones.
Al año siguiente, volvió a situar al Villarreal como 7.º clasificado en la Liga y alcanzó las semifinales de la Liga de Campeones por segunda vez en la historia del club, siendo eliminado por el Liverpool.
El 24 de octubre de 2022, Emery anunció la rescisión de su contrato con el Villarreal.
Aston Villa F. C.
El 24 de octubre de 2022, el Aston Villa Football Club confirmó que Emery sería su nuevo entrenador para las próximas 4 temporadas.Bajo la dirección de Emery, el Aston Villa se clasificó para la Champions League por primera vez en 41 años gracias a su 4ª posición en la Premier League 2023-24, un hito significativo para el club.

## Clubes

### Como futbolista
| Club                   | País   | Año       | Partidos | Goles |
| ---------------------- | ------ | --------- | -------- | ----- |
| Real Sociedad B        | España | 1990-1995 | 95       | 7     |
| Real Sociedad          | España | 1995-1996 | 5        | 1     |
| Club Deportivo Toledo  | España | 1996-2000 | 126      | 2     |
| Racing Club de Ferrol  | España | 2000-2002 | 63       | 7     |
| Club Deportivo Leganés | España | 2002-2003 | 29       | 0     |
| Lorca Deportiva        | España | 2003-2004 | 38       | 1     |

### Como entrenador
| Equipo                      | Div.                | Temporada           | Liga | Liga | Liga | Liga | Liga |     | Copa | Copa | Copa | Copa |     | Internacional | Internacional | Internacional | Internacional | Internacional |   | Otros | Otros | Otros | Otros |     | Totales     | Totales | Totales | Totales | Totales | Totales | Totales | Totales | Totales |
| Equipo                      | Div.                | Temporada           | PD   | G    | E    | P    | Pos. | PD  | G    | E    | P    | PD   | G   | E             | P             | Pos.          | PD            | G             | E | P     | PD    | G     | E     | P   | Rendimiento | GF      | GC      | Dif.    |         |         |         |         |         |
| --------------------------- | ------------------- | ------------------- | ---- | ---- | ---- | ---- | ---- | --- | ---- | ---- | ---- | ---- | --- | ------------- | ------------- | ------------- | ------------- | ------------- | - | ----- | ----- | ----- | ----- | --- | ----------- | ------- | ------- | ------- | ------- | ------- | ------- | ------- | ------- |
| Lorca Deportiva · España    | 2.ªB                | 2004-05             | 21   | 12   | 4    | 5    | 4.º  | 2   | 0    | 0    | 2    | -    | -   | -             | -             | -             | 4             | 3             | 0 | 1     | 27    | 15    | 4     | 8   | 60.5%       | 51      | 29      | +22     |         |         |         |         |         |
| Lorca Deportiva · España    | 2.ª                 | 2005-06             | 42   | 19   | 12   | 11   | 5.º  | 1   | 0    | 0    | 1    | -    | -   | -             | -             | -             | -             | -             | - | -     | 43    | 19    | 12    | 12  | 53.49%      | 56      | 40      | +16     |         |         |         |         |         |
| Lorca Deportiva · España    | Total               | Total               | 63   | 31   | 16   | 16   | -    | 3   | 0    | 0    | 3    | -    | -   | -             | -             | -             | 4             | 3             | 0 | 1     | 70    | 34    | 16    | 20  | 56.19%      | 106     | 69      | +37     |         |         |         |         |         |
| Almería · España            | 2.ª                 | 2006-07             | 42   | 24   | 8    | 10   | 2.º  | 2   | 1    | 1    | 0    | -    | -   | -             | -             | -             | -             | -             | - | -     | 44    | 25    | 9     | 10  | 63.64%      | 74      | 49      | +24     |         |         |         |         |         |
| Almería · España            | 1.ª                 | 2007-08             | 38   | 14   | 10   | 14   | 8.º  | 2   | 0    | 1    | 1    | -    | -   | -             | -             | -             | -             | -             | - | -     | 40    | 14    | 11    | 15  | 44.17%      | 44      | 48      | -4      |         |         |         |         |         |
| Almería · España            | Total               | Total               | 80   | 38   | 18   | 24   | -    | 4   | 1    | 2    | 1    | -    | -   | -             | -             | -             | -             | -             | - | -     | 84    | 39    | 20    | 25  | 54.37%      | 118     | 97      | +21     |         |         |         |         |         |
| Valencia · España           | 1.ª                 | 2008-09             | 38   | 18   | 8    | 12   | 6.º  | 6   | 4    | 1    | 1    | 8    | 3   | 5             | 0             | 1/16          | 2             | 1             | 0 | 1     | 54    | 26    | 14    | 14  | 56.79%      | 102     | 75      | +27     |         |         |         |         |         |
| Valencia · España           | 1.ª                 | 2009-10             | 38   | 21   | 8    | 9    | 3.º  | 4   | 1    | 2    | 1    | 14   | 6   | 7             | 1             | 1/4           | -             | -             | - | -     | 56    | 28    | 17    | 11  | 60.12%      | 94      | 63      | +31     |         |         |         |         |         |
| Valencia · España           | 1.ª                 | 2010-11             | 38   | 21   | 8    | 9    | 3.º  | 4   | 2    | 1    | 1    | 8    | 3   | 3             | 2             | 1/8           | -             | -             | - | -     | 50    | 26    | 12    | 12  | 60%         | 90      | 57      | +33     |         |         |         |         |         |
| Valencia · España           | 1.ª                 | 2011-12             | 38   | 17   | 10   | 11   | 3.º  | 8   | 4    | 2    | 2    | 14   | 6   | 3             | 5             | 1/2           | -             | -             | - | -     | 60    | 27    | 15    | 18  | 53.33%      | 99      | 67      | +32     |         |         |         |         |         |
| Valencia · España           | Total               | Total               | 152  | 77   | 34   | 41   | -    | 22  | 11   | 6    | 5    | 44   | 18  | 18            | 8             | -             | 2             | 1             | 0 | 1     | 220   | 107   | 58    | 55  | 57.43%      | 385     | 262     | +123    |         |         |         |         |         |
| Spartak de Moscú · Rusia    | 1.ª                 | 2012-13             | 17   | 9    | 2    | 6    | Inc. | 2   | 1    | 1    | 0    | 7    | 2   | 1             | 4             | Inc.          | -             | -             | - | -     | 26    | 12    | 4     | 10  | 51.28%      | 43      | 41      | +2      |         |         |         |         |         |
| Spartak de Moscú · Rusia    | Total               | Total               | 17   | 9    | 2    | 6    | -    | 2   | 1    | 1    | 0    | 7    | 2   | 1             | 4             | -             | -             | -             | - | -     | 26    | 12    | 4     | 10  | 51.28%      | 43      | 41      | +2      |         |         |         |         |         |
| Sevilla · España            | 1.ª                 | 2012-13             | 19   | 8    | 4    | 7    | 9.º  | 4   | 1    | 2    | 1    | -    | -   | -             | -             | -             | -             | -             | - | -     | 23    | 9     | 6     | 8   | 47.83%      | 42      | 30      | +12     |         |         |         |         |         |
| Sevilla · España            | 1.ª                 | 2013-14             | 38   | 18   | 9    | 11   | 5.º  | 2   | 1    | 0    | 1    | 19   | 11  | 5             | 3             | 1.º           | -             | -             | - | -     | 59    | 30    | 14    | 15  | 58.76%      | 110     | 70      | +40     |         |         |         |         |         |
| Sevilla · España            | 1.ª                 | 2014-15             | 38   | 23   | 7    | 8    | 5.º  | 6   | 5    | 0    | 1    | 15   | 11  | 3             | 1             | 1.º           | 1             | 0             | 0 | 1     | 60    | 39    | 10    | 11  | 70.56%      | 119     | 67      | +52     |         |         |         |         |         |
| Sevilla · España            | 1.ª                 | 2015-16             | 38   | 14   | 10   | 14   | 7.º  | 9   | 7    | 1    | 1    | 15   | 7   | 2             | 6             | 1.º           | 1             | 0             | 0 | 1     | 63    | 28    | 13    | 22  | 51.32%      | 102     | 78      | +24     |         |         |         |         |         |
| Sevilla · España            | Total               | Total               | 133  | 63   | 30   | 40   | -    | 21  | 14   | 3    | 4    | 49   | 29  | 10            | 10            | -             | 2             | 0             | 0 | 2     | 205   | 106   | 43    | 56  | 58.7%       | 373     | 245     | +128    |         |         |         |         |         |
| Paris Saint-Germain Francia | 1.ª                 | 2016-17             | 38   | 27   | 6    | 5    | 2.º  | 10  | 10   | 0    | 0    | 8    | 4   | 3             | 1             | 1/8           | 1             | 1             | 0 | 0     | 57    | 42    | 9     | 6   | 78.94%      | 141     | 44      | +97     |         |         |         |         |         |
| Paris Saint-Germain Francia | 1.ª                 | 2017-18             | 38   | 29   | 6    | 3    | 1.º  | 10  | 10   | 0    | 0    | 8    | 5   | 0             | 3             | 1/8           | 1             | 1             | 0 | 0     | 57    | 45    | 6     | 6   | 82.46%      | 171     | 48      | +123    |         |         |         |         |         |
| Paris Saint-Germain Francia | Total               | Total               | 76   | 56   | 12   | 8    | -    | 20  | 20   | 0    | 0    | 16   | 9   | 3             | 4             | -             | 2             | 2             | 0 | 0     | 114   | 87    | 15    | 12  | 80.71%      | 312     | 92      | +220    |         |         |         |         |         |
| Arsenal Inglaterra          | 1.ª                 | 2018-19             | 38   | 21   | 7    | 10   | 5.º  | 5   | 3    | 0    | 2    | 15   | 11  | 1             | 3             | 2.º           | -             | -             | - | -     | 58    | 35    | 8     | 15  | 64.94%      | 112     | 71      | +41     |         |         |         |         |         |
| Arsenal Inglaterra          | 1.ª                 | 2019-20             | 13   | 4    | 6    | 3    | Inc. | 2   | 1    | 1    | 0    | 5    | 3   | 1             | 1             | Inc.          | -             | -             | - | -     | 20    | 8     | 8     | 4   | 53.33%      | 40      | 29      | +11     |         |         |         |         |         |
| Arsenal Inglaterra          | Total               | Total               | 51   | 25   | 13   | 13   | -    | 7   | 4    | 1    | 2    | 20   | 14  | 2             | 4             | -             | -             | -             | - | -     | 78    | 43    | 16    | 19  | 61.97%      | 152     | 100     | +52     |         |         |         |         |         |
| Villarreal · España         | 1.ª                 | 2020-21             | 38   | 15   | 13   | 10   | 7.º  | 5   | 4    | 0    | 1    | 15   | 12  | 3             | 0             | 1.º           | -             | -             | - | -     | 58    | 31    | 16    | 11  | 62.65%      | 103     | 55      | +48     |         |         |         |         |         |
| Villarreal · España         | 1.ª                 | 2021-22             | 38   | 16   | 11   | 11   | 7.º  | 3   | 2    | 0    | 1    | 12   | 5   | 3             | 4             | 1/2           | 1             | 0             | 1 | 0     | 54    | 23    | 15    | 16  | 51.85%      | 100     | 57      | +43     |         |         |         |         |         |
| Villarreal · España         | 1.ª                 | 2022-23             | 11   | 5    | 3    | 3    | Inc. | -   | -    | -    | -    | 6    | 6   | 0             | 0             | Inc.          | -             | -             | - | -     | 17    | 11    | 3     | 3   | 70.59%      | 32      | 13      | +19     |         |         |         |         |         |
| Villarreal · España         | Total               | Total               | 87   | 36   | 27   | 24   | -    | 8   | 6    | 0    | 2    | 33   | 23  | 6             | 4             | -             | 1             | 0             | 1 | 0     | 129   | 65    | 34    | 30  | 59.18%      | 235     | 125     | +110    |         |         |         |         |         |
| Aston Villa Inglaterra      | 1.ª                 | 2022-23             | 25   | 15   | 4    | 6    | 7.º  | 2   | 0    | 0    | 2    | -    | -   | -             | -             | -             | -             | -             | - | -     | 27    | 15    | 4     | 8   | 60.5%       | 43      | 32      | +11     |         |         |         |         |         |
| Aston Villa Inglaterra      | 1.ª                 | 2023-24             | 38   | 20   | 8    | 10   | 4.º  | 4   | 1    | 1    | 2    | 14   | 8   | 2             | 4             | 1/2           | -             | -             | - | -     | 56    | 29    | 11    | 16  | 58.34%      | 108     | 82      | +26     |         |         |         |         |         |
| Aston Villa Inglaterra      | 1.ª                 | 2024-25             | 38   | 19   | 9    | 10   | 6.º  | 7   | 5    | 0    | 2    | 12   | 8   | 1             | 3             | 1/4           | -             | -             | - | -     | 57    | 32    | 10    | 15  | 61.99%      | 93      | 71      | +22     |         |         |         |         |         |
| Aston Villa Inglaterra      | 1.ª                 | 2025-26             | 1    | 0    | 1    | 0    | -    | 0   | 0    | 0    | 0    | 0    | 0   | 0             | 0             | -             | -             | -             | - | -     | 1     | 0     | 1     | 0   | 33.33%      | 0       | 0       | +0      |         |         |         |         |         |
| Aston Villa Inglaterra      | Total               | Total               | 102  | 54   | 22   | 26   | -    | 13  | 6    | 1    | 6    | 26   | 16  | 3             | 7             | -             | -             | -             | - | -     | 141   | 76    | 26    | 39  | 60.05%      | 244     | 185     | +59     |         |         |         |         |         |
| Total en su carrera         | Total en su carrera | Total en su carrera | 761  | 389  | 174  | 198  | -    | 100 | 63   | 14   | 23   | 195  | 111 | 43            | 41            | -             | 11            | 6             | 1 | 4     | 1067  | 569   | 232   | 266 | 60.58%      | 1968    | 1216    | +752    |         |         |         |         |         |
| 1. 2. 3.                    |                     |                     |      |      |      |      |      |     |      |      |      |      |     |               |               |               |               |               |   |       |       |       |       |     |             |         |         |         |         |         |         |         |         |

#### Resumen por competiciones
| Competición                        | Partidos | Ganados | Empatados | Perdidos | %      | Resultado        |
| ---------------------------------- | -------- | ------- | --------- | -------- | ------ | ---------------- |
| Segunda División B de España       | 25       | 15      | 4         | 6        | 65.33% | 4.º lugar        |
| Segunda División de España         | 84       | 43      | 20        | 21       | 59.13% | Subcampeón       |
| LaLiga                             | 410      | 190     | 101       | 119      | 54.55% | 3.er lugar       |
| Copa del Rey                       | 58       | 32      | 11        | 15       | 61.49% | Subcampeón       |
| Supercopa de España                | 2        | 1       | 0         | 1        | 50%    | Subcampeón       |
| Liga Premier de Rusia              | 17       | 9       | 2         | 6        | 56.86% | 7.º lugar        |
| Copa de Rusia                      | 2        | 1       | 1         | 0        | 66.67% | Octavos de final |
| Ligue 1                            | 76       | 56      | 12        | 8        | 78.94% | Campeón          |
| Copa de Francia                    | 12       | 12      | 0         | 0        | 100%   | Campeón          |
| Copa de la Liga de Francia         | 8        | 8       | 0         | 0        | 100%   | Campeón          |
| Supercopa de Francia               | 2        | 2       | 0         | 0        | 100%   | Campeón          |
| Premier League                     | 153      | 79      | 35        | 39       | 59.26% | 4.º lugar        |
| FA Cup                             | 11       | 6       | 1         | 4        | 57.58% | Semifinales      |
| EFL Cup                            | 9        | 4       | 1         | 4        | 48.14% | Cuartos de final |
| Liga de Campeones de la UEFA       | 67       | 31      | 13        | 23       | 52.74% | Semifinales      |
| Liga Europea de la UEFA            | 108      | 66      | 28        | 14       | 69.75% | Campeón          |
| Liga Europa Conferencia de la UEFA | 20       | 14      | 2         | 4        | 73.33% | Semifinales      |
| Supercopa de la UEFA               | 3        | 0       | 1         | 2        | 11.11% | Subcampeón       |
| TOTAL                              | 1067     | 569     | 232       | 266      | 60.58% | 11 Títulos       |

## Palmarés como entrenador

### Campeonatos nacionales
| Título               | Club                | País    | Año  |
| -------------------- | ------------------- | ------- | ---- |
| Supercopa de Francia | París Saint-Germain | Francia | 2016 |
| Copa de la Liga      | París Saint-Germain | Francia | 2017 |
| Copa de Francia      | París Saint-Germain | Francia | 2017 |
| Supercopa de Francia | París Saint-Germain | Francia | 2017 |
| Copa de la Liga      | París Saint-Germain | Francia | 2018 |
| Ligue 1              | París Saint-Germain | Francia | 2018 |
| Copa de Francia      | París Saint-Germain | Francia | 2018 |

### Campeonatos internacionales
| Título                  | Club       | Sede     | Año  |
| ----------------------- | ---------- | -------- | ---- |
| Liga Europea de la UEFA | Sevilla    | Turín    | 2014 |
| Liga Europea de la UEFA | Sevilla    | Varsovia | 2015 |
| Liga Europea de la UEFA | Sevilla    | Basilea  | 2016 |
| Liga Europea de la UEFA | Villarreal | Gdansk   | 2021 |

### Distinciones individuales
| Distinción                              | Año     |
| --------------------------------------- | ------- |
| Trofeo Miguel Muñoz                     | 2006    |
| Trofeo Miguel Muñoz                     | 2007    |
| Trofeo Ciudad de Sevilla                | 2015    |
| 4° Mejor entrenador de Clubes del Mundo | 2015    |
| Entrenador del Año en la Ligue 1        | 2017-18 |